# Aéroport de Pampelune
L'aéroport de Pampelune (code IATA : PNA • code OACI : LEPP) dessert principalement la ville espagnole de Pampelune dans la communauté autonome de Navarre. Il est situé au sud-ouest et à 6 kilomètres de la ville de Pampelune.

## Historique
La piste principale a été allongée de 200 mètres en mai 2010. Une nouvelle tour de contrôle et une aérogare sont en construction, la tour mesurera 20 mètres de haut ; la fin des travaux est prévue pour le printemps 2011. Les parkings avions et voitures ont été agrandis. Les travaux ont entraîné une diminution de la fréquentation de l'aéroport en 2009.

## Situation
| \| 100 km1:11 216 000 \| Alicante Almería Andorre Badajoz Barcelone Bilbao Burgos León Castellón · de la Plana Ceuta Gérone Grenade Ibiza Jerez La Corogne Lleida Logroño Madrid Málaga Melilla Minorque Murcie Oviédo Palma de · Majorque Pampelune Reus Sabadell Saint-Jacques Saint-Sébastien Salamanque Santander Saragosse Séville Valence Valladolid Vigo Vitoria |
| 100 km1:11 216 000 |

Voir les Îles Canaries

## Compagnies et destinations
| Compagnies      | Destinations                                                                        |
| --------------- | ----------------------------------------------------------------------------------- |
| Binter Canarias | Las Palmas/Gran Canaria                                                             |
| Iberia Regional | Madrid-Barajas En saison : Ibiza, Minorque-Mahón, Palma de Majorque, Ténériffe-Nord |

Édité le 10/02/2020  Actualisé le 16/04/2023

## Trafic

### Destinations
- Iberia opéré par Air Nostrum : Madrid-Barajas et Barcelone.

Il y a également deux destinations supplémentaires en saison : Lanzarote et Lisbonne par la compagnie TAP Air Portugal.

### Statistiques
Pour des raisons techniques, il est temporairement impossible d'afficher le graphique qui aurait dû être présenté ici.

Voir la requête brute et les sources sur Wikidata.
| Année | Passagers | Mouvements | Fret (en kilogrammes) |
| ----- | --------- | ---------- | --------------------- |
| 2011* | 56 341*   | 2 284*     | 18 970*               |
| 2010  | 291 264   | 10 453     | 42 548                |
| 2009  | 335 612   | 11 690     | 45 578                |
| 2008  | 434 477   | 12 971     | 52 942                |
| 2007  | 500 097   | 13 442     | 47 455                |
| 2006  | 375 308   | 11 419     | 59 217                |
| 2005  | 342 614   | 10 482     | 138 754               |
| 2000  | 345 291   | 10 247     | 301 610               |

* Cumul année 2011

### Liens
1. ↑  Site parlant de l'aéroport
2. ↑  (es) EFE, « Binter comenzará a operar dos vuelos semanales entre Pamplona y Gran Canaria », La Provincia,‎ 27 août 2019 (lire en ligne, consulté le 11 novembre 2023).
3. 1 2  (es) « Air Nostrum refuerza su operación en Pamplona este verano », sur airnostrum.es, 29 janvier 2020.
4. ↑  Skyscanner France-section aéroport de Pampelune
5. ↑  Statistiques annuelles de trafic aérien